# La Nef

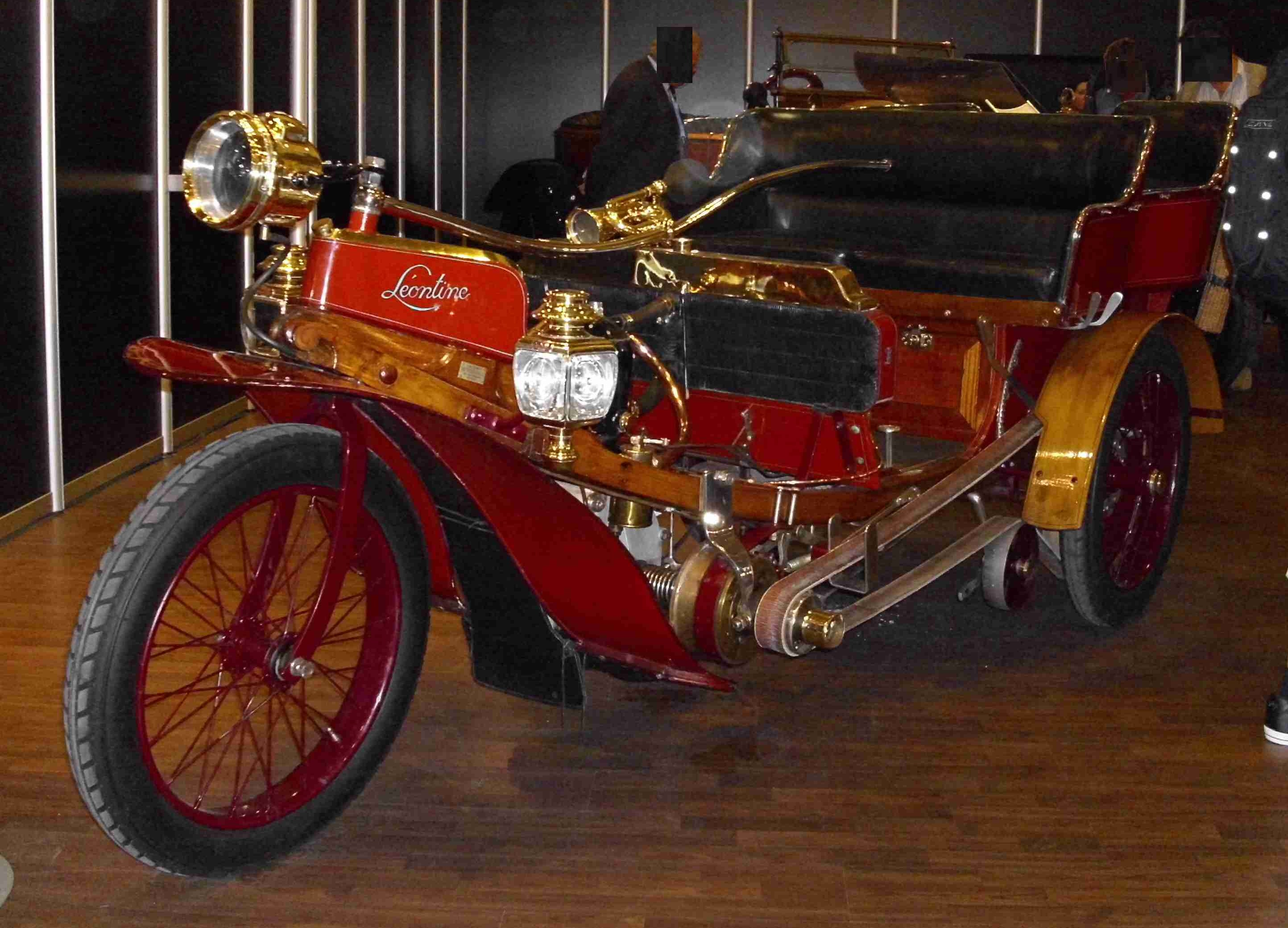
La Nef Tonneau 1898

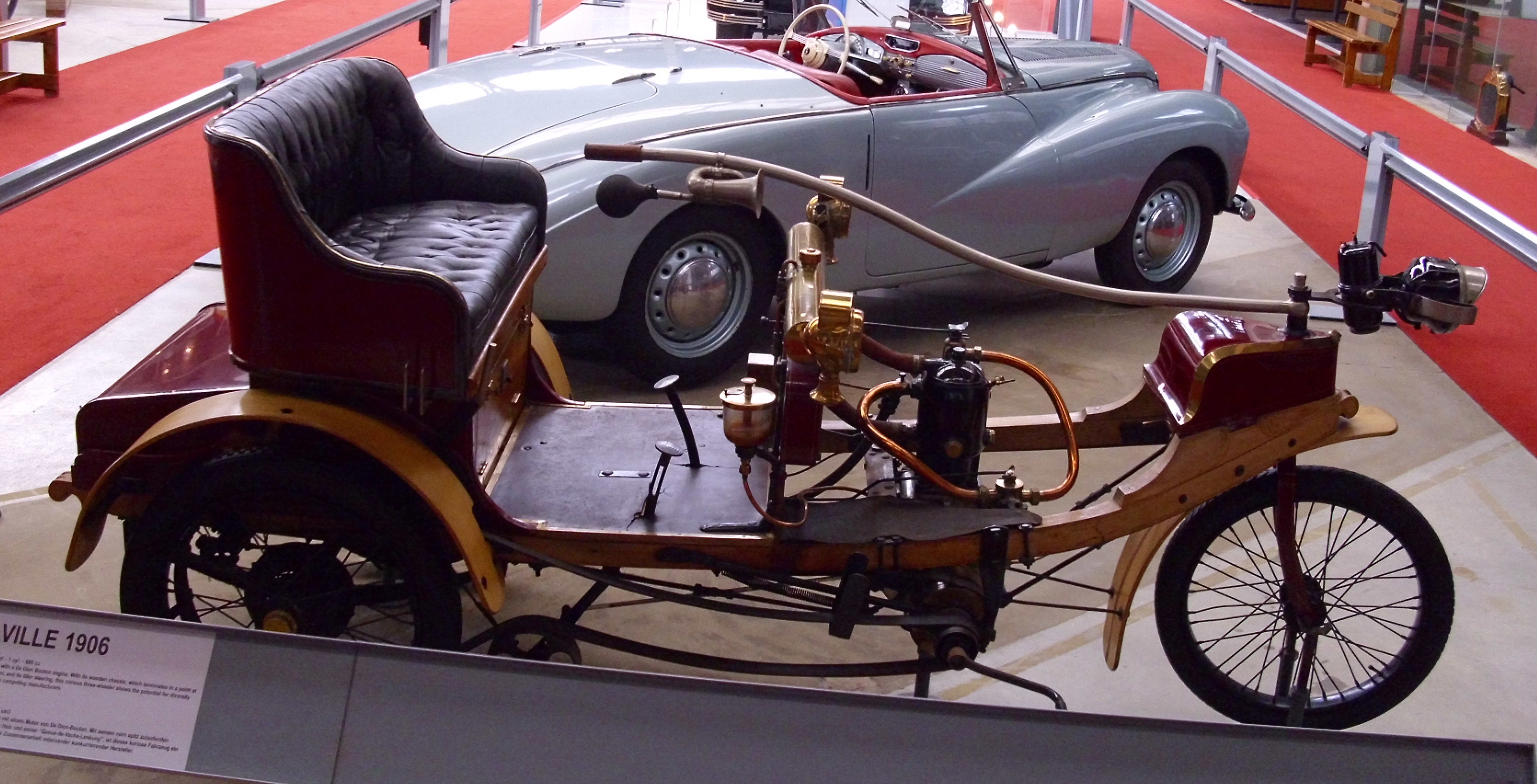
La Nef 1906

La Nef war eine französische Automarke.

## Unternehmensgeschichte
Joseph Lacroix gründete 1898 das Unternehmen Lacroix et de Laville in Agen und begann mit der Entwicklung von Automobilen. Im gleichen Jahr war der erste Prototyp fertig. Es ist unklar, ob die Serienfertigung vor 1903 begann. 1914 endete die Produktion. Insgesamt entstanden etwa 200 Fahrzeuge.

## Fahrzeuge
Angeboten wurden Dreiradfahrzeuge, ähnlich den La Va Bon Train. Der Einzylinder-Einbaumotor von De Dion-Bouton mit wahlweise 400 bis 700 cm³ Hubraum war hinter dem einzelnen Vorderrad eingebaut und trieb die Hinterräder an. Gelenkt wurde mittels einer langen Lenkstange. Es gab Karosserieaufbauten für zwei und vier Personen.
Fahrzeuge dieser Marke sind in den Automuseen in Brüssel, Nysted und Rochetaillée-sur-Saône zu besichtigen.